# Železniška proga Čedad–Kobarid
Proga Čedad - Kobarid je danes opuščena ozkotirna železniška proga (tirna širina: 750mm), ki je med letoma 1916 in 1932 povezovala Beneško Slovenijo in Posočje.

## Zgodovina
Leta 1915, med 1. svetovno vojno, se je na Soči ustalila frontna črta med italijanskimi in avstro-ogrskimi silami. Ker cestna povezava čez Robič do Kobarida ni bila dovolj prepustna za oskrbo soške fronte, je družba Società Veneta leta 1915 pričela z gradnjo ozkotirne železnice iz čedadskega vzhodnega predmestja Barbetta (kjer so postavili velika skladišča) po dolini Nadiže čez Robič do vasi Sužid pri Kobaridu, ki je bila v zavetju pred avstro-ogrskim topništvom. Leta 1916 dograjena železnica je vse do 12. soške bitke, ko so Avstrijci prebili fronto, služila izključno vojaškim potrebam. 
Po koncu vojne, ko je Italiji pripadlo Posočje, so obnovili med ofenzivo močno poškodovano progo, jo podaljšali od Barbette do železniške postaje v Čedadu ter od Sužida do Kobarida, poleg prej obstoječih postaj dogradili vmesna postajališča Šenčur (Sanguarzo), Barnas (Vernasso), Sarženta (Sorzento), Petjag (Ponteacco) in Lipa (Tiglio) ter progo 1. avgusta 1921 odprli za civilni promet. 
Koncesijo za uporabo proge so podelili družbi Eredi Binetti di Cividale, ki je vzdrževla po tri vlake dnevno v vsako smer. Celotna dolžina te proge, ki je sledila cestni trasi, je bila 27.804 metrov, potovanje pa je trajalo približno eno uro in 40 minut. Zaradi naraščajočih stroškov vzdrževanja in od države reguliranih cen vozovnic obratovanje kmalu ni bilo več rentabilno, zato so železniško progo, avgusta leta 1932 opustili in demontirali ter družbi Rosina podelili koncesijo za avtobusne prevoze na isti liniji. 
Danes ni vidnih mnogo ostankov te proge. Poleg postajnega poslopja v Štupici je nekaj ostankov vidnih tudi tik ob današnji državni meji, nedaleč od mejnega prehoda Robič.
Konec 90. let je občinski svet Špetra Slovenov neuspešno predlagal obnovo te proge in njeno navezavo na slovensko železniško omrežje pri Mostu na Soči.

## Postajališča
V smeri proti Kobaridu so bila urejena naslednja postajališča:
- Čedad - železniška postaja (z normalnotirno povezavo do Vidma)
- Barbetta
- Šenčur (San Guarzo)
- Most (Ponte San Quirino)
- Barnas (Vernasso)
- Špeter Slovenov (San Pietro al Natisone)
- Sarženta (Sorzento)
- Petjag (Ponteacco)
- Lipa (Tiglio)
- Brišče (Brischis)
- Podbonesec (Pulfero)
- Log (Loch)
- Štupica (Stupizza)
- Pojana
- Robič
- Sužid
- Kobarid

(vlak se je na poševno izpisanih postajališčih ustavljal le na zahtevo, kadar je kdo želel vstopiti ali izstopiti)